# Clasificación para el Campeonato Asiático de Futsal 2008
La Clasificación para el Campeonato Asiático de Futsal 2008 se llevó a cabo en Malasia del 26 al 30 de marzo y contó con la participación de 9 selecciones nacionales de Asia para definir a 4 clasificados a la fase final del torneo a celebrarse en Tailandia.

## Resultados

### Grupo A
| País         | G | E | P | GF | GC | Pts |
| ------------ | - | - | - | -- | -- | --- |
| Malasia      | 2 | 1 | 0 | 20 | 12 | 7   |
| China Taipéi | 2 | 0 | 1 | 16 | 13 | 6   |
| Vietnam      | 1 | 1 | 1 | 12 | 14 | 4   |
| Maldivas     | 0 | 0 | 3 | 8  | 17 | 0   |

| 26 de marzo de 2008 | Malasia                            | 4 – 4 | Vietnam                                                                          | Matsushita Sports Complex, Shah Alam                        |                                                             |
|                     | Fe. Karnim 8' 39' · Zainal 35' 39' | [http://www.the-afc.com/en/component/joomleague/?view=report&compID=247&matchId=1428 (enlace roto disponible en Internet Archive; véase el historial, la primera versión y la última). Reporte] | Đoàn Đình Hồng 2' · Nguyễn Quang Minh 4' · Ngô Anh Dũng 28' · Huỳnh Đông Kha 40' | Asistencia: 100 espectadores Árbitro(s): Christopher Colley | Asistencia: 100 espectadores Árbitro(s): Christopher Colley |

| 26 de marzo de 2008 | China Taipéi                                 | 4 – 2 | Maldivas                     | Matsushita Sports Complex, Shah Alam               |                                                    |
|                     | Fang Ching-jen 28' 34' 39' · Lin Po-yuan 31' | [http://www.the-afc.com/en/component/joomleague/?view=report&compID=247&matchId=1427 (enlace roto disponible en Internet Archive; véase el historial, la primera versión y la última). Reporte] | Haishan 11' · I. Mohamed 24' | Asistencia: 50 espectadores Árbitro(s): Rey Ritaga | Asistencia: 50 espectadores Árbitro(s): Rey Ritaga |

| 27 de marzo de 2008 | Vietnam                                                            | 4 – 8 | China Taipéi | Matsushita Sports Complex, Shah Alam                      |                                                           |
|                     | Nguyễn Quang Minh 5' · Huỳnh Bá Tuấn 23' 36' · Nguyễn Anh Khoa 33' | [http://www.the-afc.com/en/component/joomleague/?view=report&compID=247&matchId=1426 (enlace roto disponible en Internet Archive; véase el historial, la primera versión y la última). Reporte] | Kuo Yin-hung 11' · Chen Bing-shin 11' 26' · Huang Chiu-ching 12' · Wang Yung-lun 18' (pen.) 38' · Lo Wen-hao 33' · Fang Ching-jen 37' | Asistencia: 300 espectadores Árbitro(s): Husein Khalaileh | Asistencia: 300 espectadores Árbitro(s): Husein Khalaileh |

| 27 de marzo de 2008 | Maldivas                                         | 4 – 9 | Malasia                                                                                     | Matsushita Sports Complex, Shah Alam                     |                                                          |
|                     | V. Ahmed 9' · Yamin 17' 39' · Haishan 36' (pen.) | [http://www.the-afc.com/en/component/joomleague/?view=report&compID=247&matchId=1425 (enlace roto disponible en Internet Archive; véase el historial, la primera versión y la última). Reporte] | Saravanakumar 10' · Ahmad 10' 39' · Abdul Aziz 11' 17' 24' · Fe. Karnim 19' · Haris 21' 26' | Asistencia: 50 espectadores Árbitro(s): Sayfiddin Amanov | Asistencia: 50 espectadores Árbitro(s): Sayfiddin Amanov |

| 28 de marzo de 2008 | Malasia                                                | 7 – 4 | China Taipéi                                                | Matsushita Sports Complex, Shah Alam                      |                                                           |
|                     | Abdul Aziz 3' 24' · Haris 17' 19' · Zainal 22' 30' 37' | [http://www.the-afc.com/en/component/joomleague/?view=report&compID=247&matchId=1424 (enlace roto disponible en Internet Archive; véase el historial, la primera versión y la última). Reporte] | Wang Yung-lun 6' 17' (pen.) 19' (pen.) · Wang Chih-sheng 7' | Asistencia: 150 espectadores Árbitro(s): Husein Khalaileh | Asistencia: 150 espectadores Árbitro(s): Husein Khalaileh |

| 28 de marzo de 2008 | Vietnam                                             | 4 – 2 | Maldivas         | Matsushita Sports Complex, Shah Alam                  |                                                       |
|                     | Nguyễn Minh Tuấn 9' 19' 34' · Nguyễn Đình Hoàng 28' | [http://www.the-afc.com/en/component/joomleague/?view=report&compID=247&matchId=1423 (enlace roto disponible en Internet Archive; véase el historial, la primera versión y la última). Reporte] | V. Ahmed 23' 24' | Asistencia: 50 espectadores Árbitro(s): Nurdin Bukuev | Asistencia: 50 espectadores Árbitro(s): Nurdin Bukuev |

### Grupo B
| País      | G | E | P | GF | GC | Pts |
| --------- | - | - | - | -- | -- | --- |
| Indonesia | 3 | 0 | 1 | 19 | 6  | 9   |
| Kuwait    | 2 | 1 | 1 | 11 | 6  | 7   |
| Macao     | 2 | 1 | 1 | 10 | 8  | 7   |
| Catar     | 2 | 0 | 2 | 7  | 10 | 6   |
| Brunéi    | 0 | 0 | 4 | 2  | 19 | 0   |

| 26 de marzo de 2008 | Macao                                                   | 4 – 2 | Indonesia              | Matsushita Sports Complex, Shah Alam                     |                                                          |
|                     | Cheung 12' · Chong Kun Kan 21' 39' · Leong Chong In 36' | [http://www.the-afc.com/en/component/joomleague/?view=report&compID=247&matchId=1422 (enlace roto disponible en Internet Archive; véase el historial, la primera versión y la última). Reporte] | Handoyo 6' · Ihsan 34' | Asistencia: 150 espectadores Árbitro(s): Shinichi Hirano | Asistencia: 150 espectadores Árbitro(s): Shinichi Hirano |

| 26 de marzo de 2008 | Catar          | 2 – 0 | Brunéi | Matsushita Sports Complex, Shah Alam                   |                                                        |
|                     | Gholam 13' 15' | [http://www.the-afc.com/en/component/joomleague/?view=report&compID=247&matchId=1421 (enlace roto disponible en Internet Archive; véase el historial, la primera versión y la última). Reporte] |        | Asistencia: 200 espectadores Árbitro(s): Wong Yuen Chi | Asistencia: 200 espectadores Árbitro(s): Wong Yuen Chi |

| 27 de marzo de 2008 | Brunéi     | 1 – 6 | Kuwait                                                                               | Matsushita Sports Complex, Shah Alam                    |                                                         |
|                     | Johari 14' | [http://www.the-afc.com/en/component/joomleague/?view=report&compID=247&matchId=1420 (enlace roto disponible en Internet Archive; véase el historial, la primera versión y la última). Reporte] | Al-Nakkas 5' 20' (pen.) · Al-Asfour 7' · Al-Othman 25' · Al-Nagi 26' · Al-Mesned 35' | Asistencia: 50 espectadores Árbitro(s): Prasert Krutsri | Asistencia: 50 espectadores Árbitro(s): Prasert Krutsri |

| 27 de marzo de 2008 | Catar                     | 3 – 2 | Macao                               | Matsushita Sports Complex, Shah Alam                   |                                                        |
|                     | Murtada 7' · Eisa 26' 30' | [http://www.the-afc.com/en/component/joomleague/?view=report&compID=247&matchId=1419 (enlace roto disponible en Internet Archive; véase el historial, la primera versión y la última). Reporte] | Leong Chong In 32' · Lam Ka Koi 37' | Asistencia: 175 espectadores Árbitro(s): Kim Jang-kwan | Asistencia: 175 espectadores Árbitro(s): Kim Jang-kwan |

| 28 de marzo de 2008 | Kuwait                    | 2 – 1 | Catar    | Matsushita Sports Complex, Shah Alam                 |                                                      |
|                     | Al-Enezi 7' · Al-Nagi 39' | [http://www.the-afc.com/en/component/joomleague/?view=report&compID=247&matchId=1418 (enlace roto disponible en Internet Archive; véase el historial, la primera versión y la última). Reporte] | Eisa 12' | Asistencia: 100 espectadores Árbitro(s): Li Zhizhong | Asistencia: 100 espectadores Árbitro(s): Li Zhizhong |

| 28 de marzo de 2008 | Indonesia                                                                                              | 10 – 1 | Brunéi    | Matsushita Sports Complex, Shah Alam                   |                                                        |
|                     | Syaibani 3' 26' · Ladjanibi 9' 15' (pen.) 28' · Irawan 11' · Ihsan 16' 39' · Tamimy 22' · Assegaff 28' | [http://www.the-afc.com/en/component/joomleague/?view=report&compID=247&matchId=1417 (enlace roto disponible en Internet Archive; véase el historial, la primera versión y la última). Reporte] | Karim 24' | Asistencia: 120 espectadores Árbitro(s): Kim Jang-kwan | Asistencia: 120 espectadores Árbitro(s): Kim Jang-kwan |

| 29 de marzo de 2008 | Indonesia                                                                 | 6 – 1 | Catar      | Matsushita Sports Complex, Shah Alam                     |                                                          |
|                     | Handoyo 9' 36' · Ladjanibi 24' · Wiyantoro 33' · Syaibani 39' · Ihsan 39' | [http://www.the-afc.com/en/component/joomleague/?view=report&compID=247&matchId=1416 (enlace roto disponible en Internet Archive; véase el historial, la primera versión y la última). Reporte] | Gholam 11' | Asistencia: 200 espectadores Árbitro(s): Shinichi Hirano | Asistencia: 200 espectadores Árbitro(s): Shinichi Hirano |

| 29 de marzo de 2008 | Macao                               | 3 – 3 | Kuwait                                         | Matsushita Sports Complex, Shah Alam                   |                                                        |
|                     | Cheung 23' 32' · Leong Chong In 31' | [http://www.the-afc.com/en/component/joomleague/?view=report&compID=247&matchId=1415 (enlace roto disponible en Internet Archive; véase el historial, la primera versión y la última). Reporte] | Al-Failakawi 12' · Al-Nagi 22' · Al-Nakkas 30' | Asistencia: 150 espectadores Árbitro(s): Kim Jang-kwan | Asistencia: 150 espectadores Árbitro(s): Kim Jang-kwan |

| 30 de marzo de 2008 | Brunéi | 0 – 1 | Macao             | Matsushita Sports Complex, Shah Alam              |                                                   |
|                     |        | [http://www.the-afc.com/en/component/joomleague/?view=report&compID=247&matchId=1414 (enlace roto disponible en Internet Archive; véase el historial, la primera versión y la última). Reporte] | Chong Kun Kan 34' | Asistencia: 75 espectadores Árbitro(s): Ali Sabah | Asistencia: 75 espectadores Árbitro(s): Ali Sabah |

| 30 de marzo de 2008 | Kuwait | 0 – 1 | Indonesia   | Matsushita Sports Complex, Shah Alam                |                                                     |
|                     |        | [http://www.the-afc.com/en/component/joomleague/?view=report&compID=247&matchId=1413 (enlace roto disponible en Internet Archive; véase el historial, la primera versión y la última). Reporte] | Syaibani 9' | Asistencia: 85 espectadores Árbitro(s): Li Zhizhong | Asistencia: 85 espectadores Árbitro(s): Li Zhizhong |

## Clasificados

### Anfitrión
- Tailandia

### Edición Anterior
| - Irán - Japón - Uzbekistán - Kirguistán | - Líbano - Tayikistán - Australia - Corea del Sur | - Irak - China - Turkmenistán |

### Eliminatoria
- Malasia
- China Taipéi
- Indonesia
- Kuwait